# 붉나무
붉나무는 한국, 일본, 중국 등에 분포하는 낙엽소교목으로 오배자나무, 염부목이라고도 한다. 높이는 7m에 이르고, 나무껍질은 짙은 갈색을 띤다. 잎은 달걀 모양의 잔잎 7-13장이 깃 모양으로 배열된 겹잎이다. 잎 가장자리에는 톱니가 있으며, 잔잎과 잔잎 사이에는 날개가 있다. 꽃은 황백색을 띠며, 8-9월에 암수가 다른 나무에서 원추꽃차례로 무리지어 핀다. 둥근 열매는 10월에 황적색으로 익으면서 흰색의 끈적한 가루가 덮이는데, 신맛과 짠맛이 난다. 붉나무라는 이름은 가을에 유난히 붉은 단풍에 유래했다. 이 나무에 생긴 벌레집을 오배자(五倍子)라고 하여 이질이나 설사 치료에 약으로 쓰며 잉크·염료 원료로 쓰기도 한다. 열매의 흰색 가루는 두부 제조에 들어가는 간수로 사용되기도 한다. 공해, 추위, 건조에 강해 조경수로도 심는다.